# Životní strategie
Životní strategie je způsob rozmnožování nebo obsazování volných stanovišť živými organismy. Zatímco u živočichů se v rámci r/K teorie výběru rozlišují 2 životní strategie, K-strategie a r-strategie, u rostlin se mimo r/K teorii někdy uvádí i různé strategie populací rostlin: R-stratégové (podle „ruderální“), C-stratégové (podle „konkurence“) a S-stratégové (podle „stresu“).

## r/K teorie výběru

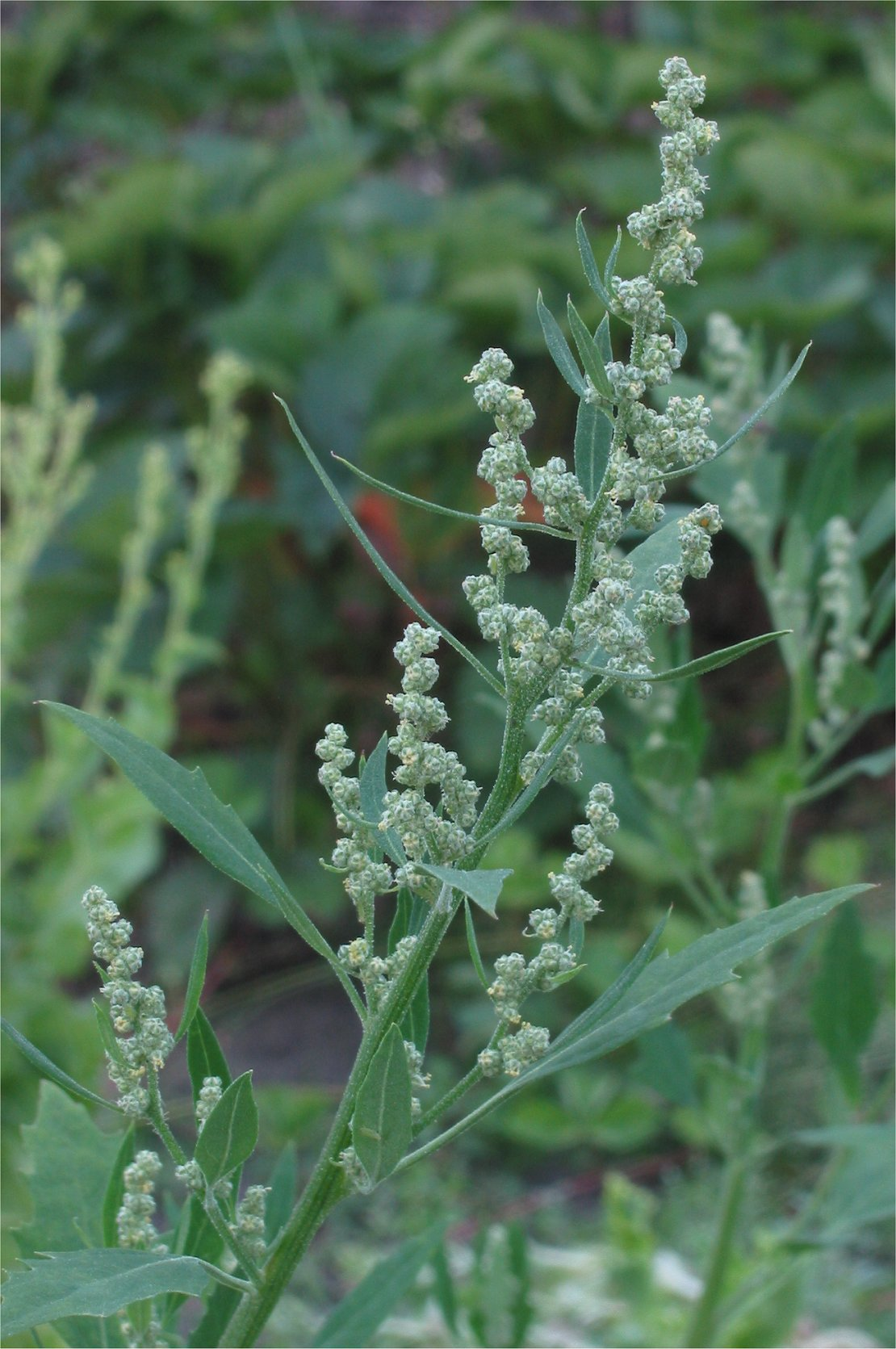
Merlík bílý (Chenopodium album) produkuje desítky tisíc drobných semen s nízkým množstvím živin. Je proto r-stratég.

R/K teorii, které se používá nejen pro živočichy, ale i některé další organismy, rozvinuli v šedesátých letech 20. století na základě studia ostrovní biogeografie ekologové Robert MacArthur a E. O. Wilson. Teorie však někdy bývá kritizována kvůli některým nedostatkům a nejednoznačnosti dat, jimiž by se dala teorie testovat.
Je nutné si uvědomit, že pojmy K-stratég a r-stratég jsou velmi relativní pojmy. Závisí na tom, koho s kým poměřujeme. Koroptev polní je oproti myši nepochybně K-stratég, ale porovnávána se slonem bude jednoznačně označena za r-stratéga.

### r-strategie
Jako r-stratég je označován organismus, který ve své životní strategii uplatňuje vyšší důraz na rozmnožování a mobilitu potomstva, přičemž kvalita a konkurenceschopnost je odsunuta do pozadí. Typický r-stratég je organismem obsazujícím narušená stanoviště – jedná se o primární fázi sukcese. Písmeno r je matematický symbol pro rychlost reprodukce (rate of reproduction).
Mezi početným potomstvem r-stratéga panuje vysoká úmrtnost. U živočichů to znamená relativně mnoho mláďat a zredukovanou péči o ně. Potomstvo r-stratégů musí být pohyblivé, aby mohlo najít a rychle obsadit vhodné stanoviště.
Rostliny rostou na stanovištích s velkým množstvím živin, energie a vody. R-stratégové jsou charakterističtí velkou schopností rozmnožování (mnoho semen jen s minimem zásob), rychlá klíčivost, krátký životní cyklus (jednoletky) a málo biomasy.

### K-strategie

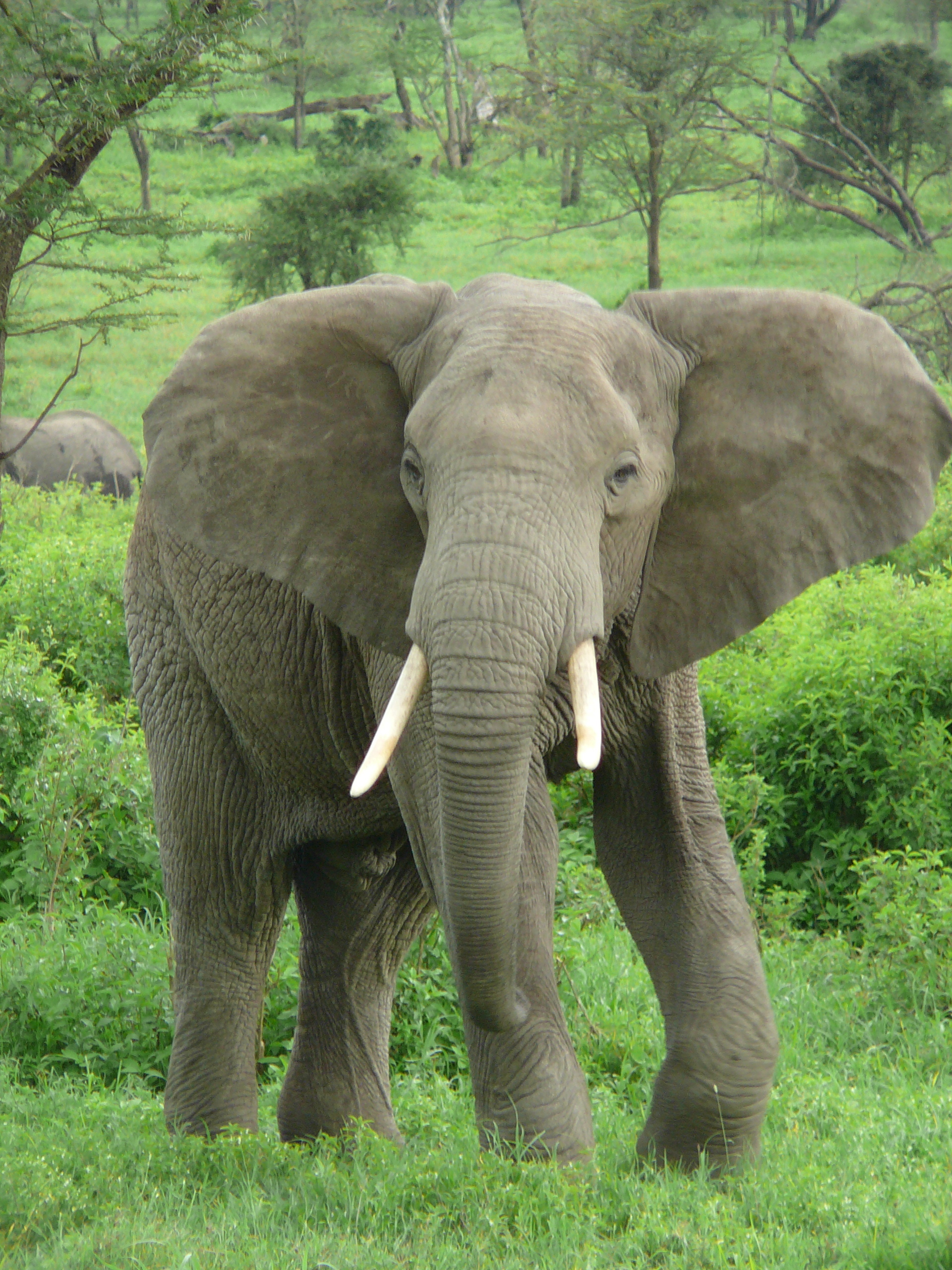
Slon má ve volné přírodě jen málo mláďat, o které se však pečlivě celé stádo stará a matka ho krmí mateřským mlékem. Je proto K-stratég.

K-stratég je organismus, který ve své životní strategii uplatňuje vyšší důraz na kvalitu a konkurenceschopnost potomstva (semen nebo mláďat), přičemž jeho kvantita a mobilita je odsunuta do pozadí.
Typický K-stratég bude mít málo velkých mláďat (resp. semen), o které se bude starat. Příkladem může být slon, člověk nebo dub. Během sukcese k-stratégové obvykle významněji nastupují až v pozdních fázích a postupně vytlačují r-stratégy.
Písmeno K je matematický symbol pro únosnou kapacitu prostředí, tj. maximální podíl přeživších jedinců.

## Strategie populací rostlin
V rostlinné ekologii se používá členění na S-stratégy, C-stratégy a R-stratégy. U živočichů se tato koncepce většinou neuvažuje, neboť se předpokládá, že živočich díky své pohyblivosti největšímu tlaku unikne. Lze ji zvažovat pouze u některých přisedlých druhů živočichů.
Existují i kombinace těchto strategií. Takové druhy se pak označují například "C-R stratégové" nebo "S-R stratégové", atp.

### S-strategie

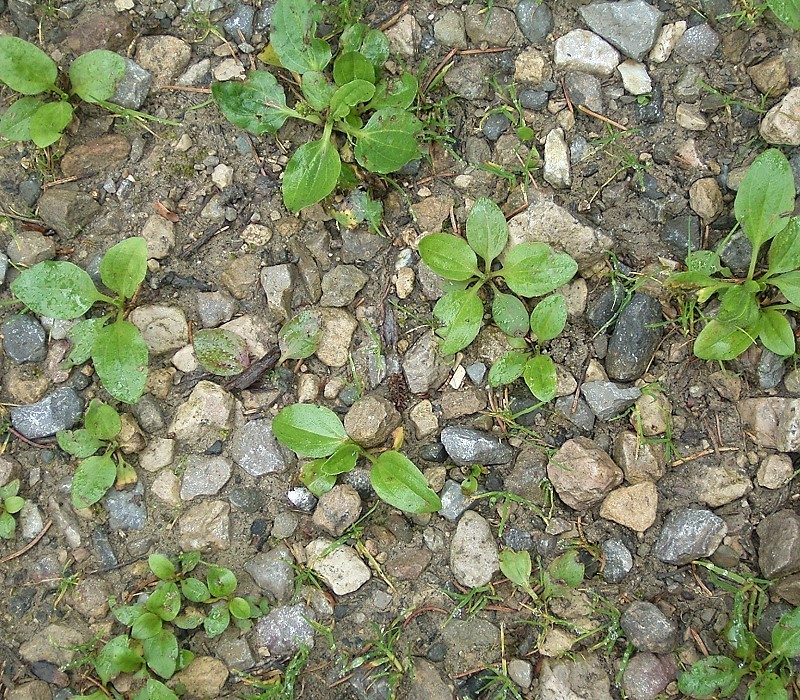
Jitrocel větší (Plantago major) snáší velmi dobře sešlap a na nekvalitních půdách poměrně dobře prosperuje, proto se považuje za S-stratéga.

S-stratég (stres snášející stratég) je rostlina, která ve své životní strategii klade důraz na přizpůsobení se vysoce stresovým podmínkám. Vyžaduje přitom stanoviště s těmito podmínkami, protože se na jiných není schopen uchytit. Zpravidla vyžaduje, aby podmínky v okolním prostředí příliš nekolísaly. Příkladem může být jitrocel větší (Plantago major) a další rostliny dobře snášející sešlap, také borovice (Pinus), smrk (Picea), brusnice (Vaccinium) nebo vřes obecný (Calluna vulgaris) a také některé halofyty. Pro S-stratégy je typická pomalá rychlost růstu, pomalý metabolismus, malé odchylky od průměrného vzhledu (fenotypu) a vegetativní rozmnožování.

### C-stratégové
C-stratég (konkurenční stratég) rostou v podmínkách, kde je malý stres a malé narušování biomasy, ale vysoká konkurence ostatních druhů. Typické vlastnosti C-stratégů zahrnují vysokou výšku, velkou plochu relativně velkých asimilačních listů, schopnost větvení, dlouhověkost a podobně. Mezi C-stratégy patří například dub (Quercus), buk (Fagus) či jasan (Fraxinus).

### R-stratégové
R-stratég (ruderální, rumištní stratég) je druh, který je adaptován na vysoké narušování. Jeho pojetí je shodné s pojetím v r/K teorii výběru.

## V teorii kulturního výběru
Původně biologická teorie je aplikovaná i v dalších oborech, například v kulturní antropologii. Jedno z pojetí teorie kulturního výběru popsal Agner Fog. Strategie r a k jsou zde přeznačeny na regal a kalyptic a popisují způsob fungování určité kultury. Regal je odvozeno od latinského slova rex (král), prototypem r-kultury je diktatura. Kalyptic je odvozeno od nymfy Kalypso, kterou podle řecké mytologie nalezl Odysseus na opuštěném ostrově. Prototypem k-kultury jsou malá izolovaná společenství, která nemusejí čelit tlaku zvenčí.

### R-kultura
R-kultura je ve Fogově pojetí typická pro pevninu s mnoha válkami a kulturními kontrasty, pro říše a nové kolonie. Pro r-kultury je typický monoteismus, asketismus a puritánství, podřízenost jednotlivců blahu společnosti, etnocentrismus a rasismus, materiální rozvoj, expanzivita a imperialismus, silně centralistická moc, uniformita, centralizace a cenzura, těžké tresty, intolerance a čarodějnické procesy. V umění přepjatost a perfekcionismus, přísná geometrie, časté opakování stejných detailů, zpodobování a oslavování symbolů moci, hrdinů, bohů, vládců, nepřátel, vojenských vítězství, nešťastné lásky. Hudba prokomponovaná, zdobná, případné pompézní, s přísnými pravidly pro rýmy a rytmické členění, typické jsou chórový zpěv, oslavná hudba, litanie. Tanec je organizovaný a odměřený. Oblékání je decentní, umírněné, uniformní, s přísným rozlišením mužského a ženského, vyjadřuje sociální status. Náboženské a vládní budovy jsou grandiózní a pompézní, bohaté na detaily, s nadměrnými branami a věžemi. Sexuální morálka je přísná, spojena se stereotypními sexuálními rolemi, podřízená povinnosti sloužit rozmnožování, děti jsou považovány za asexuální a neznalé, antikoncepce i potrat jsou ilegální, sňatky brzké, populační růst vysoký.

### K-kultura
K-kultura je podle Foga typická pro malé, izolované společnosti a pro mírové oblasti s nízkou hustotou obyvatelstva a bez kulturních kontrastů. Převažuje animismus, polyteismus nebo ateismus, kult úrodnosti a plodnosti, uctívání předků. Společnost je podřízena blahu jednotlivců. Hodnotami jsou individualismus, Personalismus, tolerance, lidská práva, ochrana přírodních zdrojů. Moc je decentralizovaná, založená na demokracii, toleranci a míru. Umění je nespoutané, improvizované. Zobrazuje rozkoš, fantazii, barvy, přírodu, zvířata, plodnost, individualismus, vzpurnost a odbojnost. V hudbě basový doprovod převažuje nad melodičností, hudba je rytmická s nepravidelnými a improvizovanými rytmy, imaginativní, témata textů mají široký záběr. Tanec je neorganizovaný a bujarý. Oblékání je kreativní, individuální, barevné, sexy, odráží osobnost. Architektura je funkcionalistická, tvořivá, nepravidelná, bez stylistického zdůrazňování sociálních rozdílů. Sexuální morálka je liberální, na sex je pohlíženo z hlediska různých účelů, chování je flexibilní, individuální, nevyhýbá se rozkoši, sexuální výchova se vztahuje i na děti a přichází už před sňatkem, antikoncepce a potraty jsou akceptovány a populace nevzrůstá.